# Dream Chaser
Dream Chaser – wahadłowiec kosmiczny budowany przez amerykańskie prywatne przedsiębiorstwo Sierra Nevada Corporation. Do wynoszenia wahadłowca na orbitę służyć ma rakieta nośna Vulcan Centaur. Rozwijana jest wersja towarowa i załogowa statku. Będzie służył do zaopatrywania Międzynarodowej Stacji Kosmicznej. 

## Projekt
Dream Chaser będzie statkiem kosmicznym wielokrotnego użytku, zbudowanym z materiałów kompozytowych, mogącym dowieźć załogę (liczącą od dwóch do siedmiu osób) lub towar do różnych obiektów znajdujących się na orbicie okołoziemskiej, takich jak Międzynarodowa Stacja Kosmiczna. Będzie także zdolny do lotów autonomicznych. Możliwe ma być umieszczanie go na orbicie przy pomocy różnych rakiet nośnych o odpowiednim udźwigu, obecnie zakłada się korzystanie z rakiety Vulcan Centaur. Powrót będzie odbywał się lotem szybowcowym przy przeciążeniach nie większych niż 1,5 g, zaś lądowanie będzie możliwe na dowolnym lotnisku. Ablacyjna osłona termiczna ma być wymieniana po kilku lotach.

### Dane techniczne
| Parametr                   | Wartość   |
| -------------------------- | --------- |
| Załoga                     | do 6 osób |
| Wysokość                   | 9 m       |
| Długość                    | 8,84 m    |
| Rozpiętość skrzydeł        | 7 m       |
| Pojemność                  | 16 m³     |
| Masa                       | 9 t       |
| Udźwig na LEO              | do 5 t    |
| Maksymalny czas na orbicie | 210 dni   |

## Historia
Dream Chaser wywodzi się z planów suborbitalnego samolotu rakietowego HL-20, którego projekt NASA ukończyła w 2005 roku. Projekt ten jeszcze w 2004 roku przejęło przedsiębiorstwo SpaceDev, które zgłosiło go do realizacji w ramach programu Commercial Orbital Transportation Services (COTS) ogłoszonego przez NASA w celu zbudowania prywatnych systemów zaopatrywania ISS. Projekt ten nie został jednak wybrany, mimo to SpaceDev kontynuował swe prace. Na początku 2009 roku SpaceDev został przejęty przez Sierra Nevada Corporation.
W lutym 2010 roku Sierra Nevada został wybrany jednym z beneficjentów pierwszej rundy programu Commercial Crew Program nazwanej Commercial Crew Development (CCDev), uzyskując wsparcie w wysokości 20 mln USD – największe w tej rundzie programu. W 2011 r. ogłoszono, że rakietą nośną wahadłowca będzie Atlas V spółki United Launch Alliance.
Sierra Nevada zgłosił prace nad Dream Chaserem również do drugiej rundy programu CCP nazwanej CCDev2. W kwietniu 2011 r. NASA ogłosiła listę czterech beneficjentów tej rundy programu, pośród których znalazł się również Sierra Nevada, któremu przyznano tym razem 80 mln USD. W testach lądowania wahadłowca, które zostaną przeprowadzone w 2012, weźmie udział przedsiębiorstwo Virgin Galactic, które udostępni w tym celu swój samolot WhiteKnightTwo. 

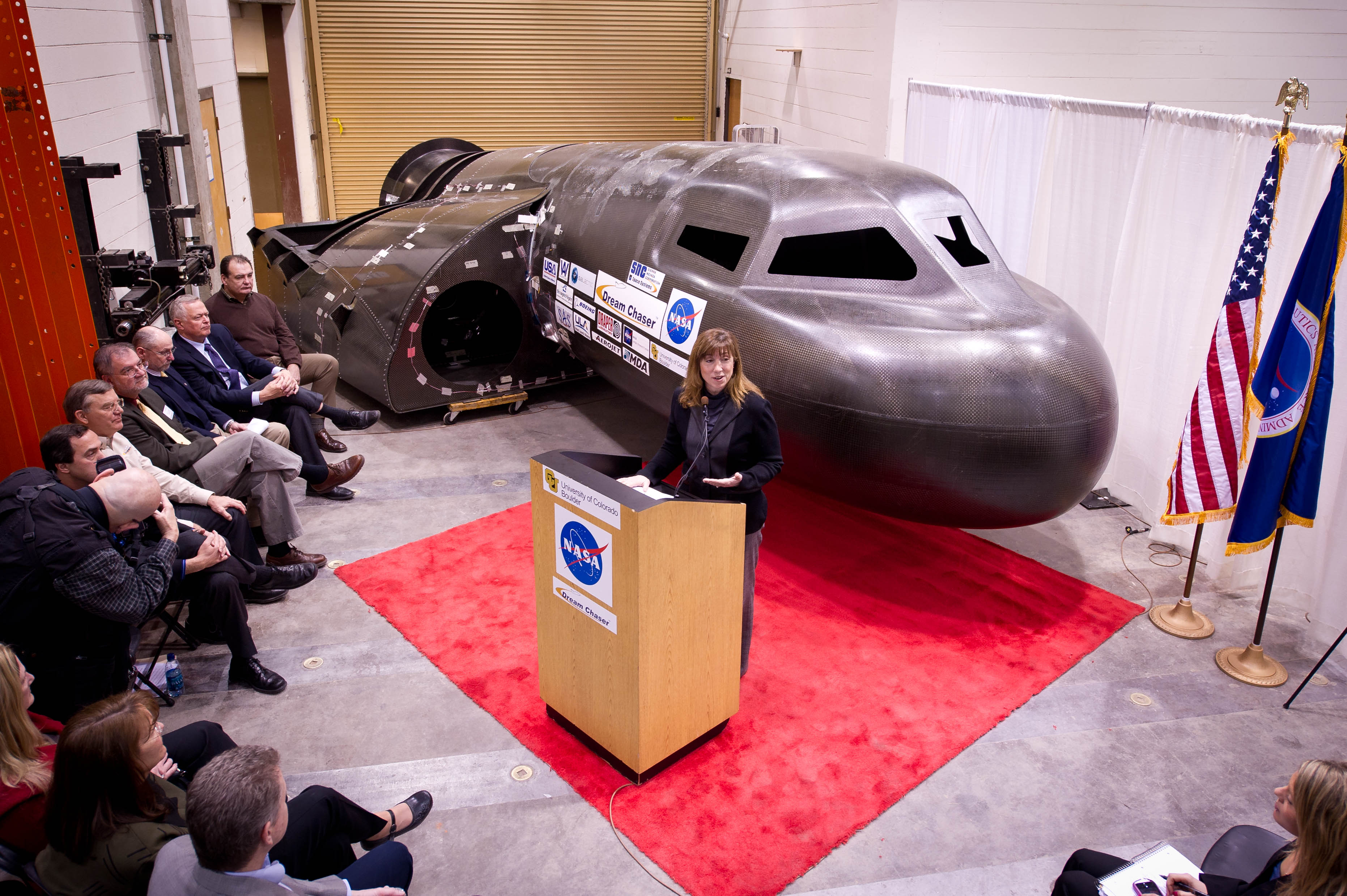
Egzemplarz testowy Dream Chaser (2011)

W 2011 trwały intensywne prace konstrukcyjne; w październiku przeprowadzono trzy pomyślne testy hybrydowego silnika rakietowego. Do lutego 2012 przedsiębiorstwo przeprowadziło terminowo wszystkie prace wynikające z programu CCDev2. Dream Chaser został zgłoszony do trzeciej rundy programu CCP nazwanej Commercial Crew integrated Capability (CCiCap).
29 maja 2012 r. Dream Chaser przeszedł z powodzeniem jeden z najbardziej złożonych do tej pory testów, który przeprowadzono w pobliżu portu lotniczego Rocky Mountain Metropolitan Airport w hrabstwie Jefferson w Kolorado. Latający dźwig, helikopter Sikorsky S-64 Skycrane uniósł pełnowymiarowy model pojazdu w celu przetestowania aerodynamiki lotu. Plany na przyszłość związane są z lotem mającym na celu sprawdzenie obsługi wahadłowca podczas lądowania.
16 września 2014, NASA ogłosiła wyniki Commercial Crew Transportation Capability - kolejnej rundy programu CCP. Dream Chaser nie został nagrodzony, mimo nagród w poprzednich rundach programu. 
W grudniu 2014 firma zgłosiła statek w wersji cargo do drugiej rundy programu Commercial Resupply Services. W styczniu 2016, NASA ogłosiła, że Dream Chaser został nagrodzony kontraktem w ramach CRS-2 (obok statków Dragon i Cygnus) i zamówiła co najmniej 6 misji zaopatrzeniowych na Międzynarodową Stację Kosmiczną. Dream Chaser będzie wynoszony na orbitę za pomocą rakiet Vulcan Centaur rozwijanych przez spółkę United Launch Alliance. Równocześnie kontynuowane są prace nad wersją załogową wahadłowca.
15 października 2019 ogłoszono sześć misji do Międzynarodowej Stacji Kosmicznej w latach 2021-2024.